# Ahmet Önder
Ahmet Önder (Ödemiş, 1996. július 12. –) világ- és Európa-bajnoki ezüstérmes török tornász.

## Életpályája
Nyolcévesen kezdett el tornázni az izmiri Savkar Cimnastik Spor Kulububan. 2014-től tagja a török válogatottnak, mellyel négy tornász-világbajnokságon vett részt (2014, 2017, 2018 és 2019). A Stuttgartban zajló 2019-es tornász-világbajnokság korlát döntőjét követően a dobogó második fokára állhatott fel.
2018-ban, a spanyolországi Tarragonában rendezett mediterrán játékokat egy aranyéremmel (korláton), két ezüsttel (talaj, ugrás) és – egyéniben – egy bronzéremmel zártra, majd a 2019-es minszki Európai Játékokról egy ezüstéremmel térhetet haza, melyet nyújtón szerzett. Ugyanezen év júliusában, a Nápolyban megrendezett XXX. Nyári Universiadén bronzérmet szerzett a korlátgyakorlat döntőjében.
2020-ban, a hazai rendezésű mersini férfi tornász-Európa-bajnokság csapatversenyében ezüstérmet szerzett, nem sokkal később viszont, a Bázelben rendezett 2021-es tornász-Európa-bajnokságot két negyedik hellyel zárta (egyéni összetettben és talajon), ugyanitt nyújtón pedig az ötödik helyen végzett.